# Saint-Antoine (Doubs)
Saint-Antoine is een gemeente in het Franse departement Doubs (regio Bourgogne-Franche-Comté) en telt 276 inwoners (1999). De plaats maakt deel uit van het arrondissement Pontarlier.

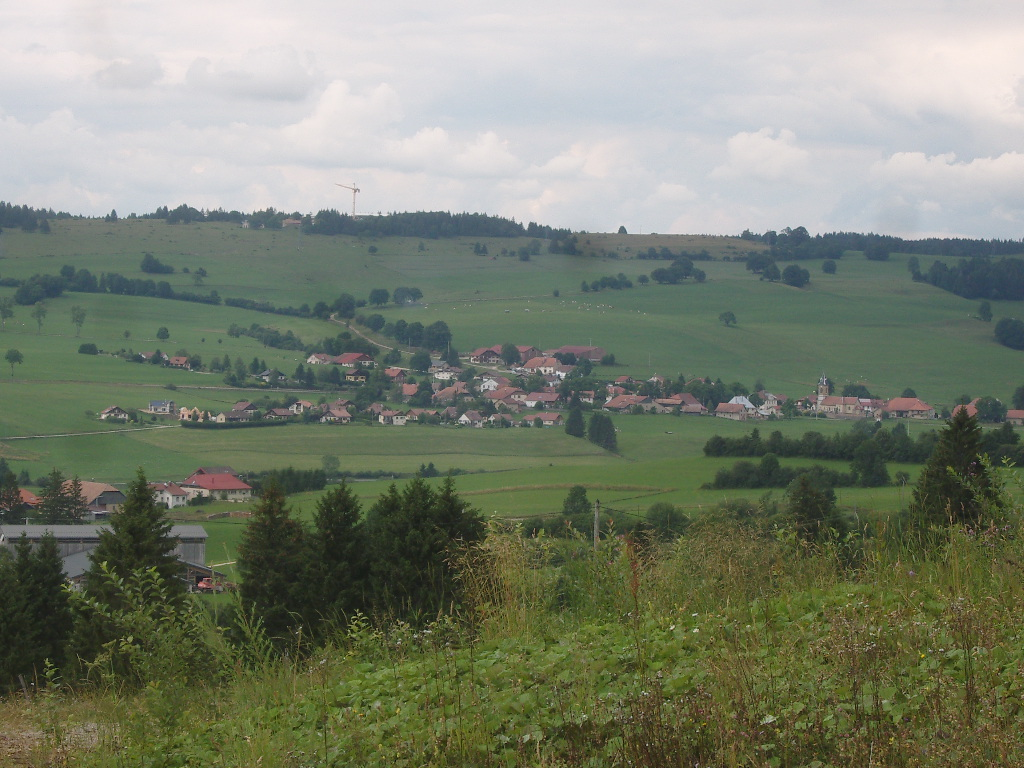
Saint-Antoine
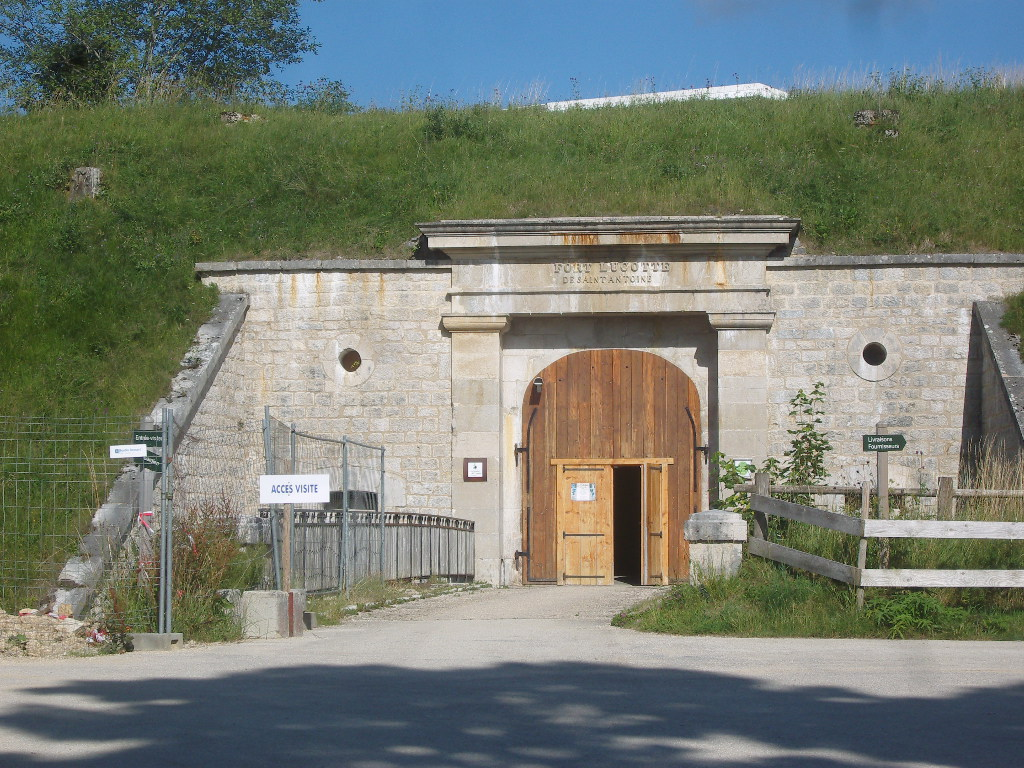
Fort van Saint-Antoine

## Geografie
De oppervlakte van Saint-Antoine bedraagt 4,5 km², de bevolkingsdichtheid is 61,3 inwoners per km².
De onderstaande kaart toont de ligging van Saint-Antoine (Doubs) met de belangrijkste infrastructuur en aangrenzende gemeenten.

## Demografie
Onderstaande figuur toont het verloop van het inwonertal (bron: INSEE-tellingen).